# 金泉寺 (喜多方市)
金泉寺（きんせんじ）は福島県喜多方市にある曹洞宗の寺院。

## 概要
山号は長流山。
境内にある観音堂は会津三十三観音の第3番札所として十一面観音を祀り、綾金観音と呼ばれる。観音堂は元弘元年（1331年）に葦名盛宗が建立したのが始まりだが、この頃には20を超える僧房がある大伽藍であった。天正年間に戦火で焼失して衰退。寛文年間に石伝という僧によって再興されたという。
境内には観音堂に隣接して子育薬師堂があるほか、飯豊山参道を開拓したと伝わる南海上人の石碑が建てられている。